# Питон (Эна)
Пито́н (фр. Pithon) — коммуна во Франции, находится в регионе Пикардия. Департамент коммуны — Эна. Входит в состав кантона Рибмон. Округ коммуны — Сен-Кантен.
Код INSEE коммуны — 02604.

## Население
Население коммуны на 2010 год составляло 75 человек.
| 1962 | 1968 | 1975 | 1982 | 1990 | 1999 | 2010 |
| ---- | ---- | ---- | ---- | ---- | ---- | ---- |
| 87   | 86   | 88   | 92   | 110  | 98   | 75   |

## Экономика
В 2010 году среди 45 человек трудоспособного возраста (15—64 лет) 32 были экономически активными, 13 — неактивными (показатель активности — 71,1 %, в 1999 году было 68,3 %). Из 32 активных жителей работали 28 человек (13 мужчин и 15 женщин), безработных было 4 (1 мужчина и 3 женщины). Среди 13 неактивных 1 человек был учеником или студентом, 7 — пенсионерами, 5 были неактивными по другим причинам.